# Mr. Meesons Testamente
Mr. Meesons Testamente er en amerikansk stumfilm fra 1916 af Joe De Grasse.

## Medvirkende
- C. Norman Hammond som John Meeson.
- Jay Belasco som Eustace.
- Louise Lovely som Alice Gordon.
- Gretchen Lederer som Lady Holmhurst.
- Lon Chaney som Jimmie.